# 紀元前604年
紀元前604年（きげんぜん604ねん）は、西暦（ローマ暦）による年。紀元前1世紀の共和政ローマ末期以降の古代ローマにおいては、ローマ建国紀元150年として知られていた。紀年法として西暦（キリスト紀元）がヨーロッパで広く普及した中世時代初期以降、この年は紀元前604年と表記されるのが一般的となった。

## 他の紀年法
- 干支 : 丁巳
- 日本
  - 皇紀57年
  - 神武天皇57年
- 中国
  - 周 - 定王3年
  - 魯 - 宣公5年
  - 斉 - 恵公5年
  - 晋 - 成公3年
  - 秦 - 共公5年
  - 楚 - 荘王10年
  - 宋 - 文公7年
  - 衛 - 成公31年
  - 陳 - 霊公10年
  - 蔡 - 文侯8年
  - 曹 - 文公14年
  - 鄭 - 襄公元年
  - 燕 - 桓公14年
- 朝鮮
  - 檀紀1730年
- ユダヤ暦 : 3157年 - 3158年

## できごと

### 中国
- 斉の高固が魯の叔姫を妻に迎えた。
- 楚軍が鄭に侵攻した。晋の荀林父は鄭を救援し、陳に侵攻した。

## 死去
- 魯の叔孫得臣
- 秦の共公